# 技术自由意志主义
技術自由意志主義（英語：Technolibertarianism），有时称为网络自由意志主義（英語：cyberlibertarianism），是一种起源于1990年代早期硅谷互联网黑客赛博朋克文化和美国自由意志主義的政治哲学。其重点在于，减少政府管制、审查或採取其他行为干涉“自由”的互联网（英語：a "free" World Wide Web）。网络自由意志主義者，崇尚流动的實力至上菁英階級，相信市场能提供最好的服务。技術自由意志主義这一术语的广泛传播归功于科技作家波琳娜·博尔苏克的评论论述文章。
1996年2月8日，约翰·佩里·巴洛发表《赛博空间独立宣言》，声称网络空间永远不需要受到法律的规制和政府的管辖。这是网络自由主义思潮的標誌性事件。
朱利安·阿桑奇，是最广为人知的技術自由意志主義者。约翰·吉尔莫與T·J·罗杰斯亦為其著名支持者。

## 原则
技術自由意志主義者的原则有：
- 政策要体现公民自由
- 政策应该反对政府过度监管
- 为合理、自由市场提供激励措施的政策是最好的选择

## 批判

### 中國
进入到21世纪初，随着互联网的普及以及新应用的日新月异，自由主义完成了从意見領袖到普通网民、从学术走向社会的世俗化进程。這套网络自由主义思潮对中华人民共和国的影响日渐深远。
中国的马克思主义者批評，网络自由主义，只是一种“乌托邦神话”。王維佳便批評，新自由主義者期望一種與真實社會空間平行的賽博空間是種「賽博迷思」，忽略數位落差，及真實勞動中的不平等；越來越開放的網路空間實質上成為巨大黑箱，不能成為烏托邦。

## 延伸阅读
- Douglas, James. . The Awl. 2015-12-15  [2016-01-05]. （原始内容存档于2015-12-19）.